# Ústí nad Orlicí
Ústí nad Orlicí (deutsch: Wildenschwert) ist eine Stadt in der Region Pardubický kraj. Sie liegt im Adlervorgebirge am Zusammenfluss der Stillen Adler und der Böhmischen Triebe. Der historische Stadtkern wurde 1991 zur Denkmalschutzzone erklärt.

## Stadtgliederung
- Černovír (Tschernowier)
- Dolní Houžovec (Seibersdorf)
- Horní Houžovec (Hertersdorf)
- Hylváty (Hilbetten)
- Kerhartice (Gersdorf an der Adler)
- Knapovec (Knappendorf)
- Oldřichovice (Dreihöf)
- Ústí nad Orlicí (Wildenschwert)

## Geschichte

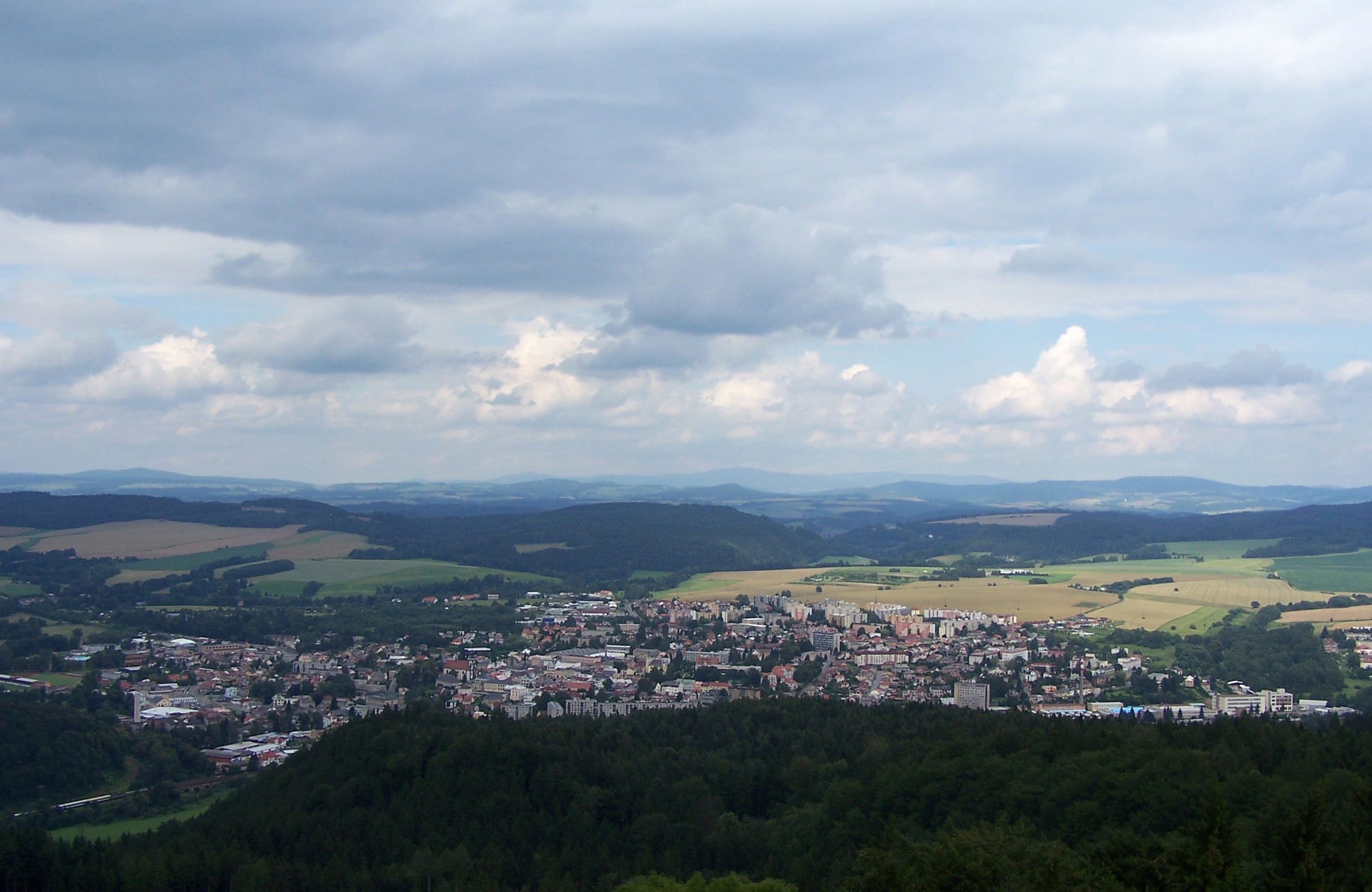
Ortsansicht

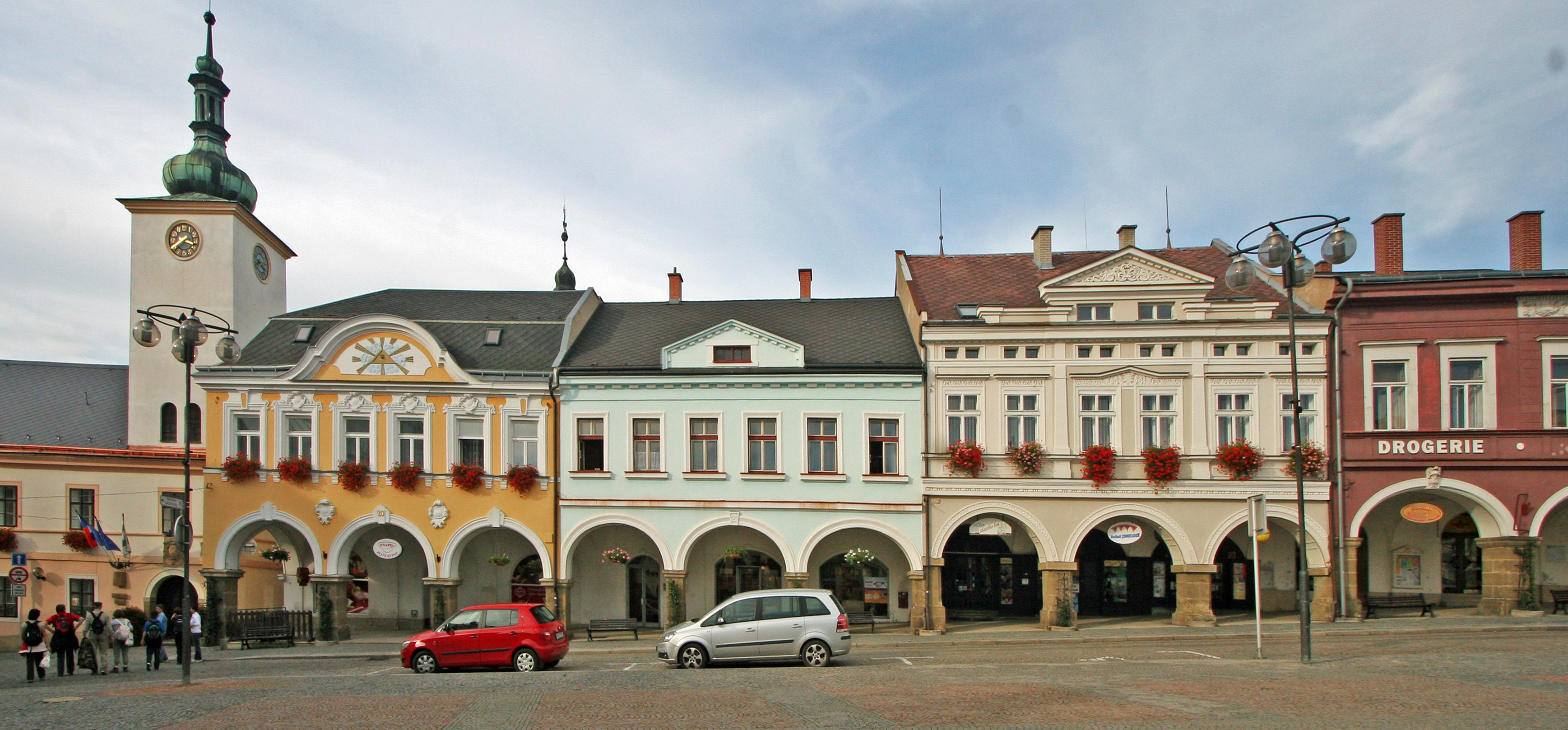
Friedensplatz in Ústí nad Orlicí, links das Rathaus

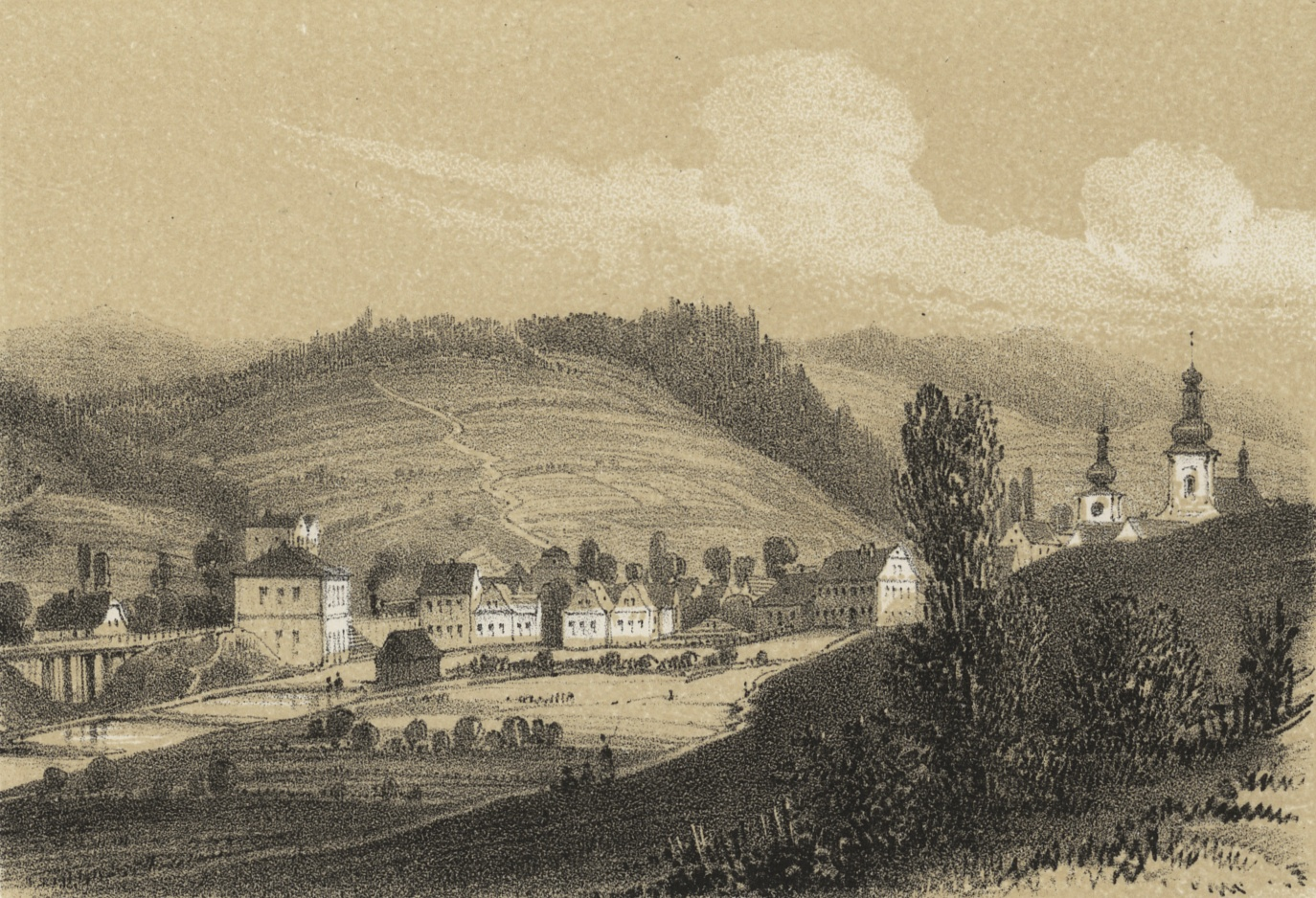
Wildenschwert und Eingang in das Adlerthal im Jahre 1845

Wildenschwert wurde 1241 durch Wilhelm von Dürnholz als Wilhelmswert gegründet und gehörte damals zur Herrschaft Landskron. Der böhmische König Wenzel II. stiftete den Ort 1292 dem Zisterzienserkloster Königsaal, zu dessen Dotation es diente. Dieses übergab Wildenschwert 1358 an das Bistum Leitomischl. Nach dem Untergang des Bistums als Folge der Hussitenkriege ging der Ort in weltlichen Besitz über und gehörte u. a. den Adelsfamilien Kostka von Postupice, von Pernstein und Hrzan von Harras. 1544 wurde Wildenschwert erstmals als Stadt bezeichnet.
Seit Ende des 15. Jahrhunderts bestand in Wildenschwert eine Gemeinde der Böhmischen Brüder, die im Zuge der Gegenreformation 1626 vertrieben wurden. Nach der Schlacht am Weißen Berge wurde Wildenschwert der Adelsfamilie Liechtenstein übereignet. Obwohl seit dem 16. Jahrhundert Zünfte der Weber- und Tuchmacher nachweisbar sind, erholte sich die Stadt von den Plünderungen im Dreißigjährigen Krieg nur langsam. 1706 verwüstete ein Brand die Stadt. 1795 wurde Wildenschwert aus der liechtensteinischen Herrschaft entlassen und zur Munizipalstadt erhoben.
Mit dem Anschluss an das Schienennetz der Eisenbahnlinie Olmütz–Prag 1845 erlebte die Stadt, die ab dem Ende des 18. Jahrhunderts auch die tschechische Bezeichnung Oustí bzw. deutsch Aust, Austa oder Austi für „Mündung“ trug, einen wirtschaftlichen Aufschwung. Die expandierenden Textilfabriken brachten der Stadt den Beinamen „ostböhmisches Manchester“ und machten sie zu einem der wichtigsten Zentren der Textilindustrie. Als Folge der gestiegenen wirtschaftlichen Bedeutung wurde Wildenschwert 1850 Bezirksstadt.

## Bevölkerung
Bevölkerungsentwicklung nach Ende des Zweiten Weltkriegs
(Stand: 31.12. des jeweiligen Jahres)

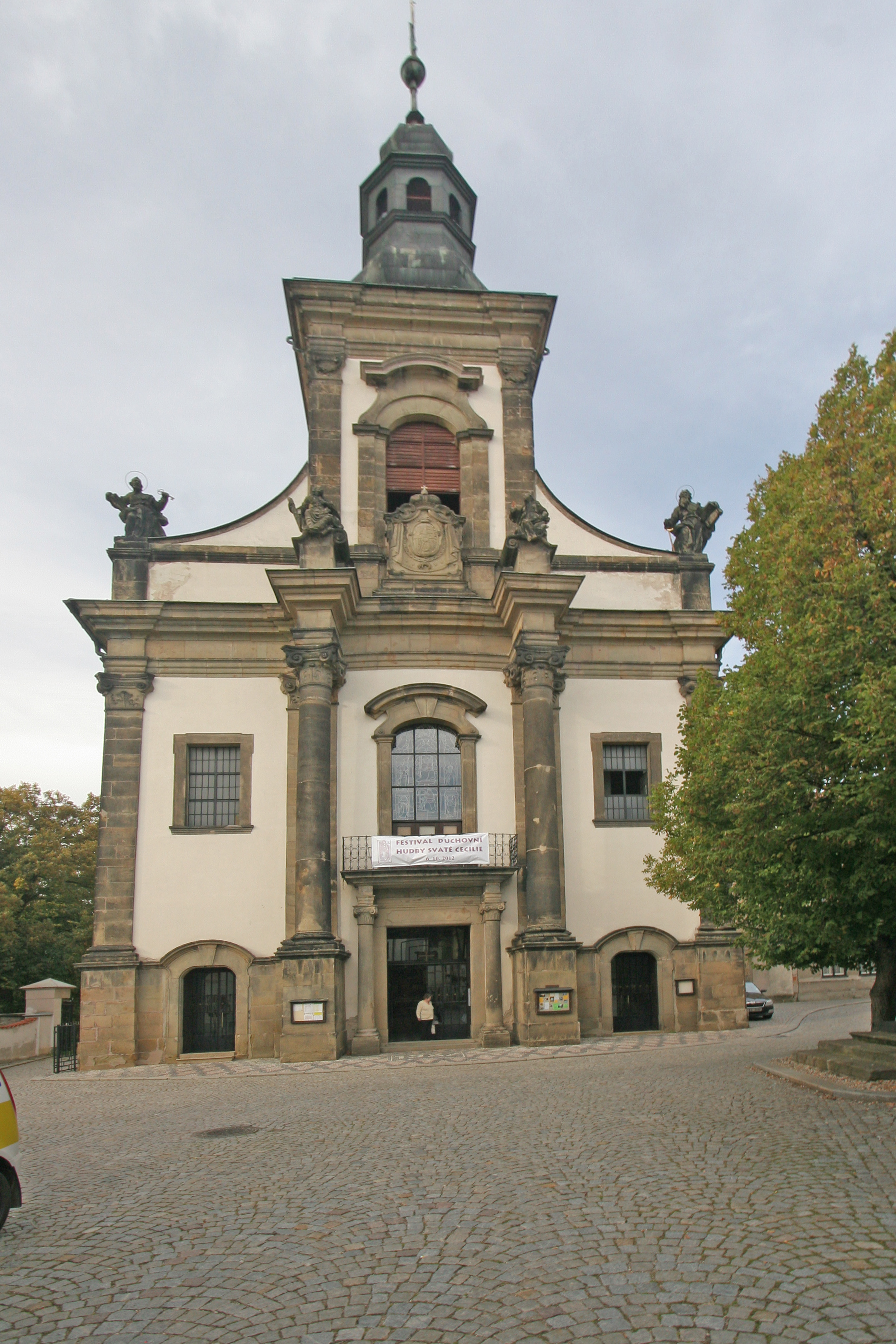
Kirche Mariä Himmelfahrt

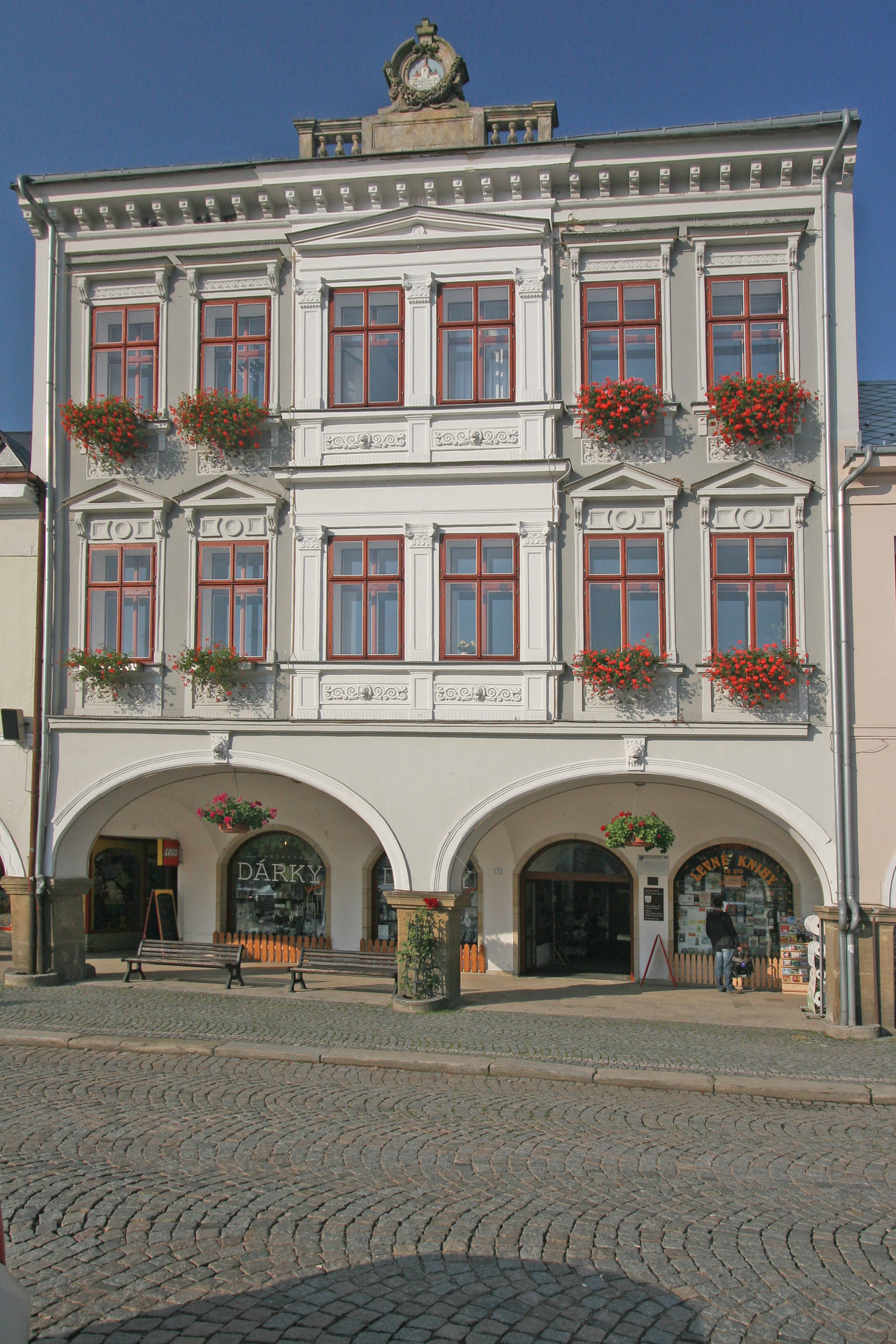
Bürgerhaus

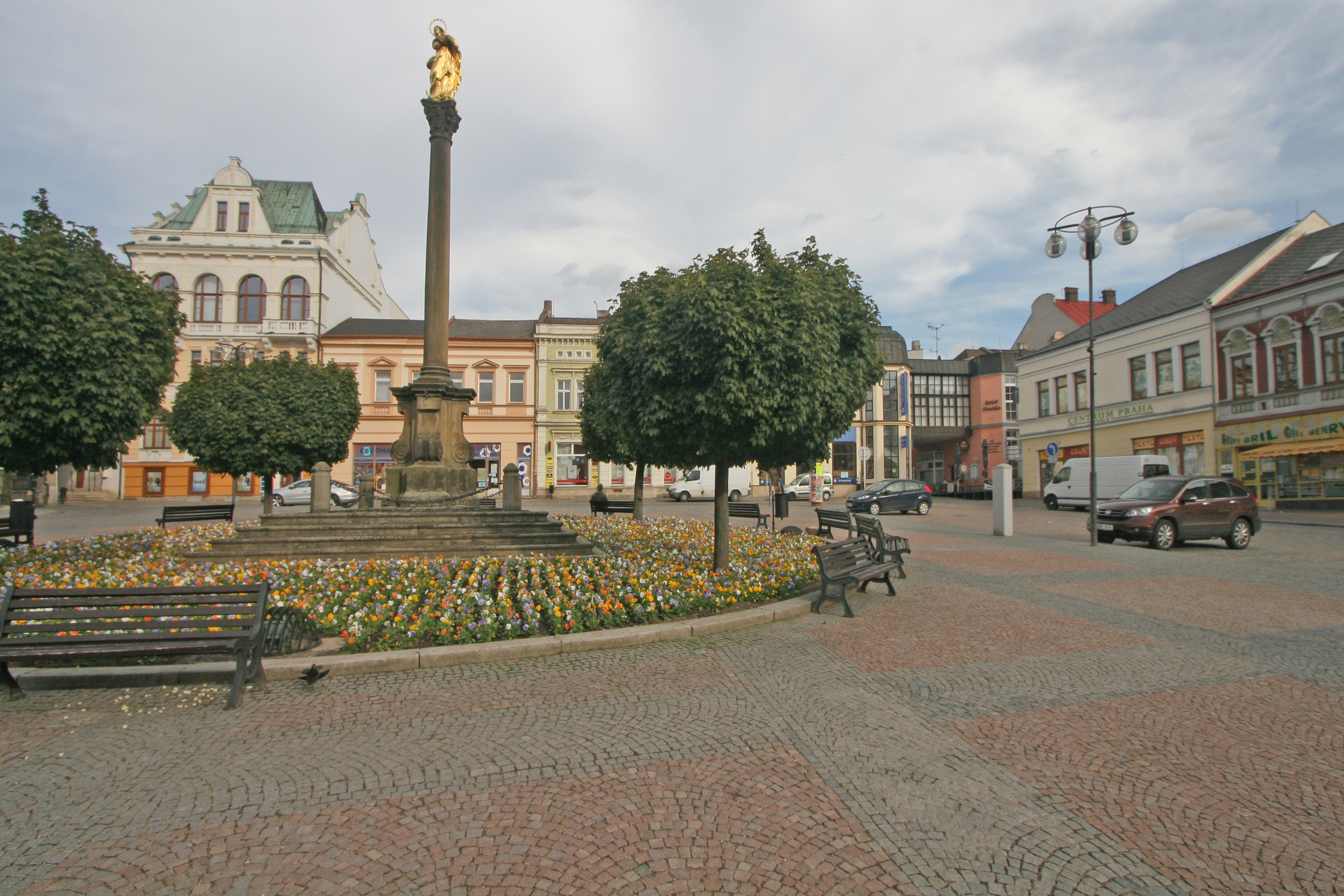
Mariensäule am Friedensplatz

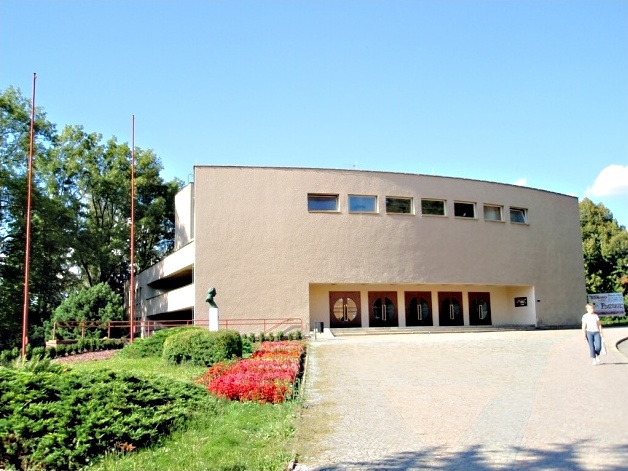
Theater

| Jahr | Einwohner |
| ---- | --------- |
| 1954 | 10.129    |
| 1960 | 10.438    |
| 1970 | 12.490    |
| 1980 | 16.094    |
| 1990 | 16.820    |

| Jahr | Einwohner |
| ---- | --------- |
| 2000 | 15.079    |
| 2010 | 14.499    |
| 2020 | 14.209    |
| 2022 | 14.141    |

## Partnerstädte
- Amberg, Deutschland
- Bystrzyca Kłodzka, Polen
- Massa Martana, Italien
- Berlin-Neukölln, Deutschland
- Poprad, Slowakei

## Sehenswürdigkeiten
- Rathaus
- Kirche Mariä Himmelfahrt
- Dekanatsgebäude
- Kreuzweg
- Mariensäule
- Funktionalistisches Theater des Architekten Kamil Roškot
- Weihnachtskrippenausstellung im Stadtmuseum
- Aussichtsturm Andrlův chlum

## Söhne und Töchter der Stadt
- František Martin Pecháček (1763–1816), Komponist
- Quido Kocián (1874–1928), Bildhauer
- Fritz Löhner-Beda (1883–1942), Schlagertexter und Schriftsteller
- Jaroslav Kocian (1883–1950), Violinvirtuose
- Josef Cibulka (1886–1968), Geistlicher und Kunsthistoriker
- František Korte (1895–1962), Komponist
- Alfred Piffl (1907–1972), Architekt
- František Uhlíř (* 1950), Jazzmusiker
- Milan Křen (* 1965), Radrennfahrer
- Roman Dostál (* 1970), Biathlet
- Iveta Zelingerová-Fořtová (* 1972), Skilangläuferin
- Ondřej Valenta (* 1973), Skilangläufer
- Marian Málek (* 1975), Biathlet
- Rudolf Skácel (* 1979), Fußballspieler
- Klára Moravcová (* 1983), Biathletin und Skilangläuferin
- Michal Šlesingr (* 1983), Biathlet
- Ondřej Moravec (* 1984), Biathlet
- Jaroslav Kulhavý (* 1985), Radsportler
- Kamil Vacek (* 1987), Fußballspieler
- Michal Schlegel (* 1995), Radrennfahrer
- Dominik Záleský (* 1995), Sprinter
- Mikuláš Karlík (* 1999), Biathlet
- Tomáš Mikyska (* 2000), Biathlet
- Jakub Dudycha (* 2005), Mittelstreckenläufer